# Dörscheid

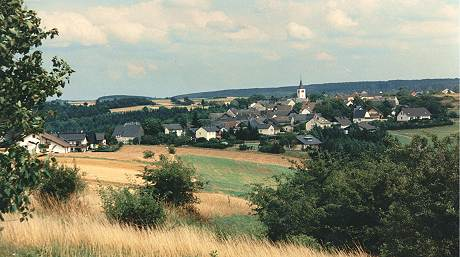
Ortsansicht

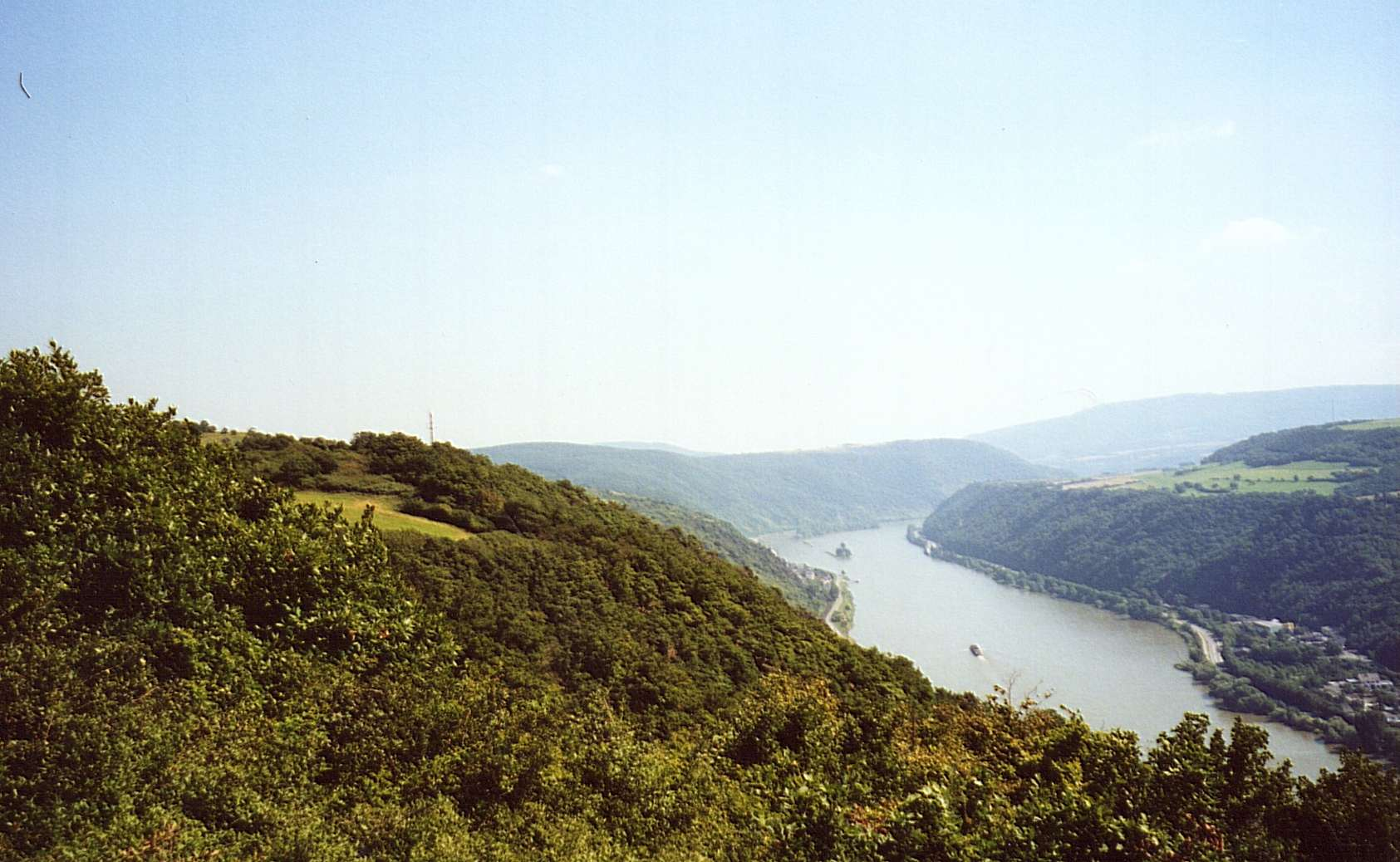
Der Rhein von einem Dörscheider Aussichtspunkt aus gesehen (im Hintergrund mitten im Rhein zu erkennen: Die Zollburg Pfalzgrafenstein bei Kaub)

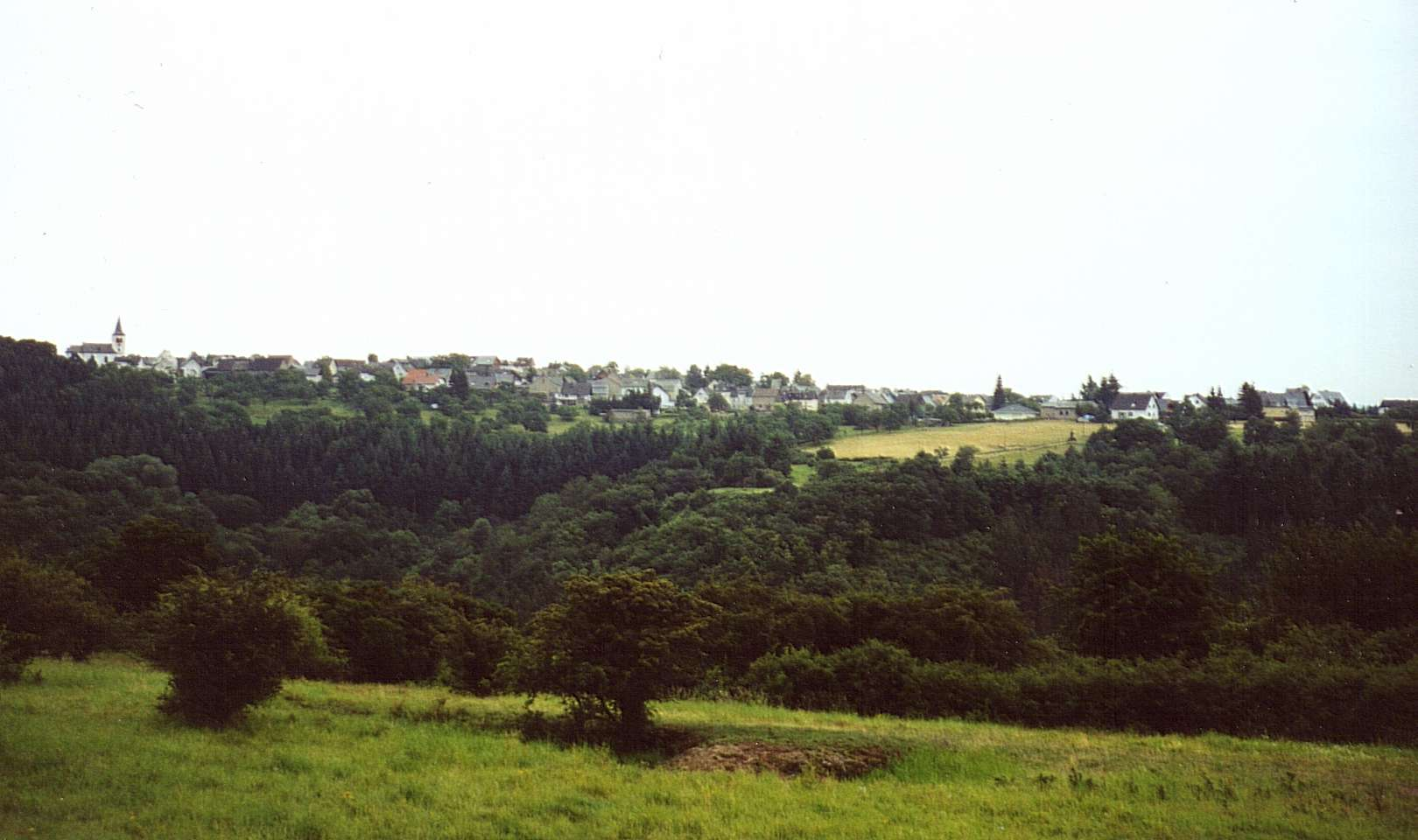
Blick auf Dörscheid aus Richtung Bornich

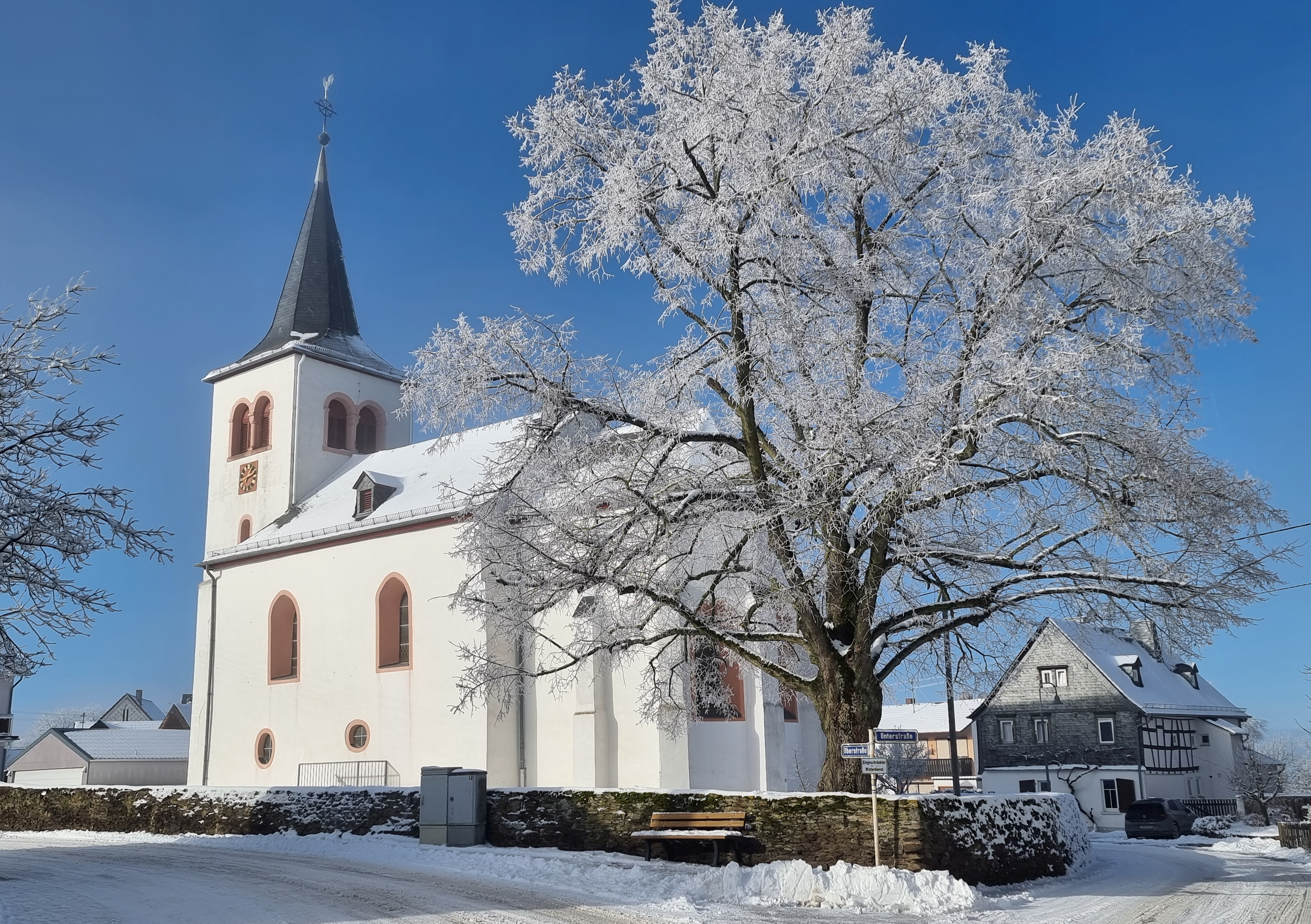
Die evangelische Kirche in Dörscheid

Dörscheid ist eine Ortsgemeinde im Rhein-Lahn-Kreis in Rheinland-Pfalz. Sie gehört der Verbandsgemeinde Loreley an, die ihren Verwaltungssitz in St. Goarshausen hat.

## Geographie

### Geographische Lage
Dörscheid liegt im westlichen Hintertaunus, rechtsrheinisch auf 340 m ü. NHN hoch über den Steilhängen des Rheintals, der nur 750 Meter entfernt vorbei strömt, auf den Taunushöhen oberhalb von Kaub. Die Entfernung zum Loreleyfelsen beträgt etwa vier Kilometer (Luftlinie). Zu Dörscheid gehören auch die Wohnplätze Grube Kreuzberg, Urbachsmühle und Weingut Sonnenhang. Zur Gemarkung Dörscheid gehört ferner als Exklave der Kreuzwald, im Osten gelegen jenseits des Tiefenbachs zwischen Weisel und dem hessischen Ransel.

### Nachbargemeinden
Kaub liegt einen Kilometer entfernt im Süden, Weisel drei Kilometer weiter östlich und nach Bornich sind es zwei Kilometer Luftlinie Richtung Norden. Dadurch, dass der Dörscheider Gemeindewald als Exklave östlich von Weisel liegt, hat Dörscheid noch Lipporn und Lorch zum Nachbarn.

## Geschichte
Um das 9. Jahrhundert wurde die landschaftlich exponierte Rheinhöhe gegenüber dem alten Oberwesel besiedelt. Hieraus entwickelte sich das heutige Dörscheid. Sein Name blieb durch die Jahrhunderte kaum verändert, denn schon um 1250 wird es als „Derscheid“ urkundlich erwähnt. Der Name wechselte von Derscheid, nach Niedern- und Obernderscheit, Obernderst und Niedernderst, Nidder- und Altdörscheid (1640), danach nur noch ein Ort: Derscheid(t), Dörschied, Dörscheid (s. u.).
Das Dorf gehörte zum Besitz der Herrn von Falkenstein, den Ludwig II., Kurfürst von der Pfalz, im Jahr 1277 erwarb. Damit entstand jene, bis 1803 existierende kurpfälzische Exklave auf dem rechten Rheinufer, die als Unteramt Kaub auch Sauerthal, Weisel, und „beide Dörscheid“ umfasste. Im Mittelalter bestanden zwei Ortsteile, die 1359 als Niedern- und Obernderscheit, 1452 als Obernderst und Niedernderst genannt werden. Einem Kartographen, der statt eigener Ortskenntnis wohl nur eine veraltete Landkarte zur Vorlage hatte, ist das Kuriosum zu verdanken, dass auf seiner Darstellung des Überfalls der Franzosen auf die Festung Rheinfels von 1758 noch einmal beide Dörscheid eingezeichnet sind, denn im Jahr 1640 wurde letztmals von einer vereinigten Gemeinde Nidder- und Altdörscheid berichtet.
Das Toben des Dreißigjährigen Krieges hatte seinen Tribut unter den ohnehin dezimierten Dörscheidern gefordert. Bereits 1597 hatte die Pest 89 Einwohner hinweggerafft. 1612 kehrte die Seuche wieder und forderte weitere 80 Opfer, so dass beide Dörscheid im Jahre 1620 nur noch 56 Einwohner zählte. Von Hungersnot und nochmaligem Wüten der Pest im Jahr 1622 betroffen, konnten die wenigen Überlebenden wohl nur noch ein Dörscheid aus den Ruinen entstehen lassen. Nach dem Kriegsende wandten sie sich an ihren Landesherren, den Pfalzgrafen, mit einer Bittschrift, da die Kirche „durch unterschiedliche Feldläger und Durchzüge, auch andere begebende Sturmwinde gänzlich an Dach und Stühlen ruiniert worden“, und sie „auch durch das langwierige, hoch schädliche Kriegswesen so gar erschöpft und verarmt“, dass außer Fuhr- und Handfron nichts zur Wiederherstellung beitragen könnten. Die Kirche aus dem frühen 14. Jahrhundert wurde denn 1668 auch wiederhergestellt, wobei man die noch heute sichtbaren Rundbogenfenster in das Mauerwerk brach, und das wohl zerstörte Kreuzgewölbe des Schiffs durch eine Flachdecke ersetzte. Der spitzbogig gewölbte Chor blieb auch bei späteren Renovierungen erhalten, nur der Turm wurde wegen Baufälligkeit im Jahre 1897 in seinem oberen Teil verändert. So besitzt Dörscheid mit seiner fast 700-jährigen Kirche, die seit 1822 auch über eine Orgel verfügt, eines der ältesten Gotteshäuser der Region. Bis zur Reformation war Dörscheid nach Weisel eingepfarrt, dann meldet das Kirchenbuch:
„Im Jahre des Heils 1591 unter Pfalzgraf Johann Casimir, Der 30jährige Krieg ist dis Gemeind, welche zuvor nur eine Schul hat, zur Pfarr und Schul angeordnet worden, und dominus Johan. Pistorius ist der erst diaconus und Schulmeister zu Derscheit gewesen.“
Doch die meisten Pfarrherren hielt es nicht lange auf der schlecht dotierten Stelle und in einem Pfarrhaus, in dem sie selbst noch den Schulunterricht halten mussten. Das erforderliche Kapital zur Errichtung eines neuen Pfarrhauses im Jahr 1738 brachte der damalige Pfarrer Abegg zusammen, indem er vor allem in Holland predigend über Land zog, und um milde Gaben für sein Vorhaben bat. So wundert es wenig, dass mancher Pfarrer sich wenigstens des Lehreramts entledigte. Da ohnehin nur von Martini bis Fastnacht unterrichtet wurde, warben sie für die deshalb so genannte Dingschule Gehilfen an, oftmals „ausgediente Soldaten, verdorbene Handwerksleute“, oder Personen, die wegen körperlicher Gebrechen keine sonstigen Arbeiten verrichten konnten. „Was mag das für ein Unterricht gewesen sein!“ schreibt rückblickend Lehrer Reichard im Jahre 1846. Außerdem berichtet er von Analphabetismus und weit verbreitetem Aberglauben unter den Dörscheidern, die noch immer „geheime Künste“ fürchteten und bei Krankheiten alte Weiber mit ihren Sprüchen heranzögen.
Erst Karl Wilhelm Pfarrius, zweiter der in drei Generationen in Dörscheid amtierenden Pfarrer, erreichte die endgültige Trennung von Schul- und Pfarramt, und „unter dem 12. Dezember 1810 hat ein herzoglich-nassauisches hochwürdiges Consistorium in Wiesbaden für gut befunden, die bisherige Winterschule in Derscheidt zu einer beständigen Schule umzuschaffen“. Dazu erwarb die Gemeinde für 450 Gulden von dem Kauber Amtmann ein Haus, in dem Schulsaal und Lehrerwohnung untergebracht wurden. Aus Platzgründen mussten die 40 Schüler ab 1860 in das drei Jahre vorher erbaute Rathaus umziehen, was zu mancherlei Verdruss führte, da der Gemeindesaal auch für nichtschulische Veranstaltungen gebraucht wurde. Als die Schülerzahl in den 1920er Jahren auf über 60 anwuchs, beschloss man zwar einen Schulbau, der jedoch wegen der Finanzlage verschoben wurde. So erhielt Dörscheid erst 1964 das lang ersehnte Schulhaus für seine 46 Schüler. Dies war die letzte durch den Kreis errichtete „Zwergschule“. Seit dem 1. August 1972 besuchen alle Kinder die Loreleyschule in St. Goarshausen-Heide.
Die Einwohnerzahl Dörscheids wuchs von 268 im Jahr 1808 kontinuierlich auf 409 im Jahre 1895. Diese Zahl hat die Gemeinde nach einem zwischenzeitlichen Rückgang auch heute wieder erreicht.

## Politik

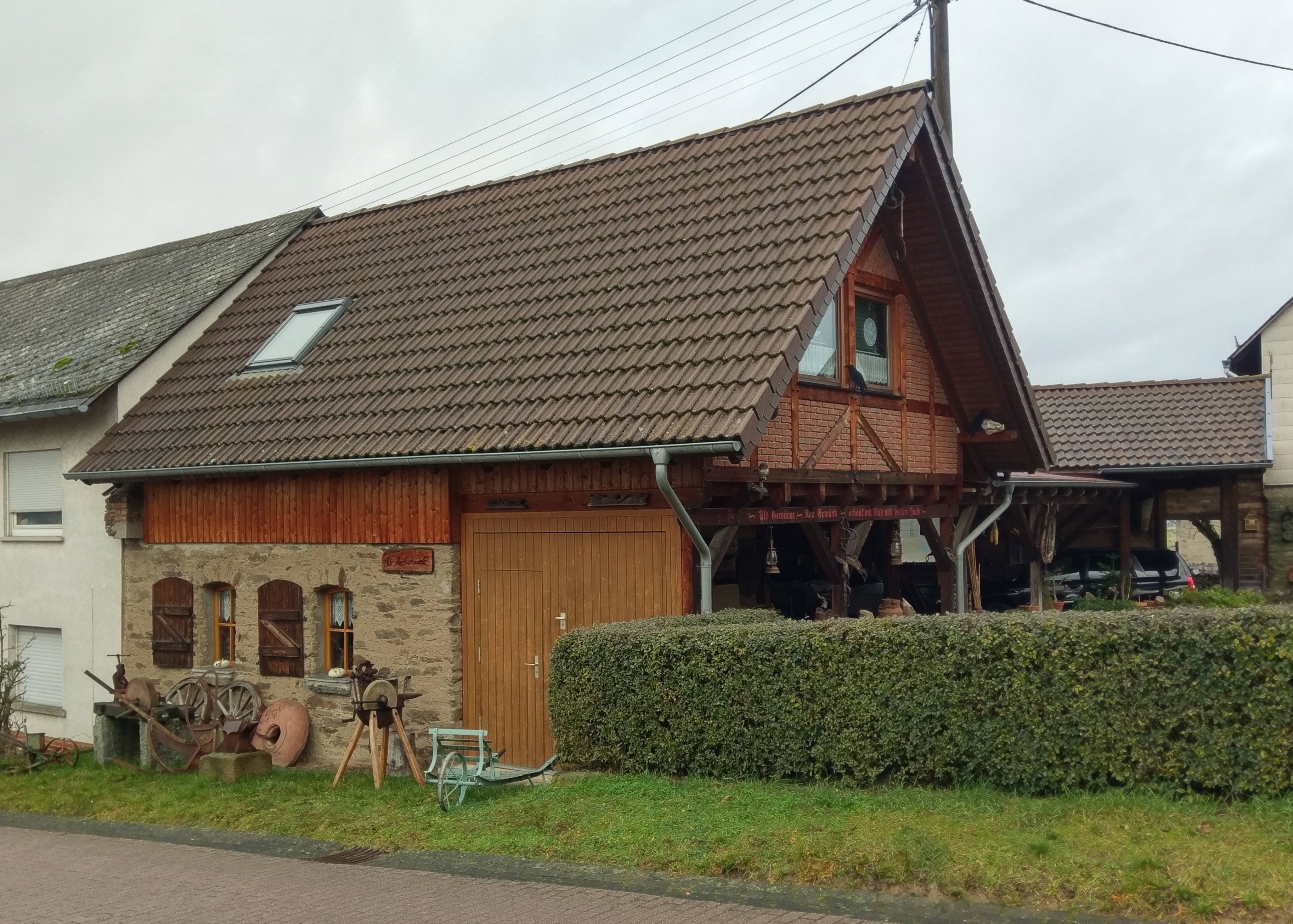
Alte Dorfschmiede in Dörscheid

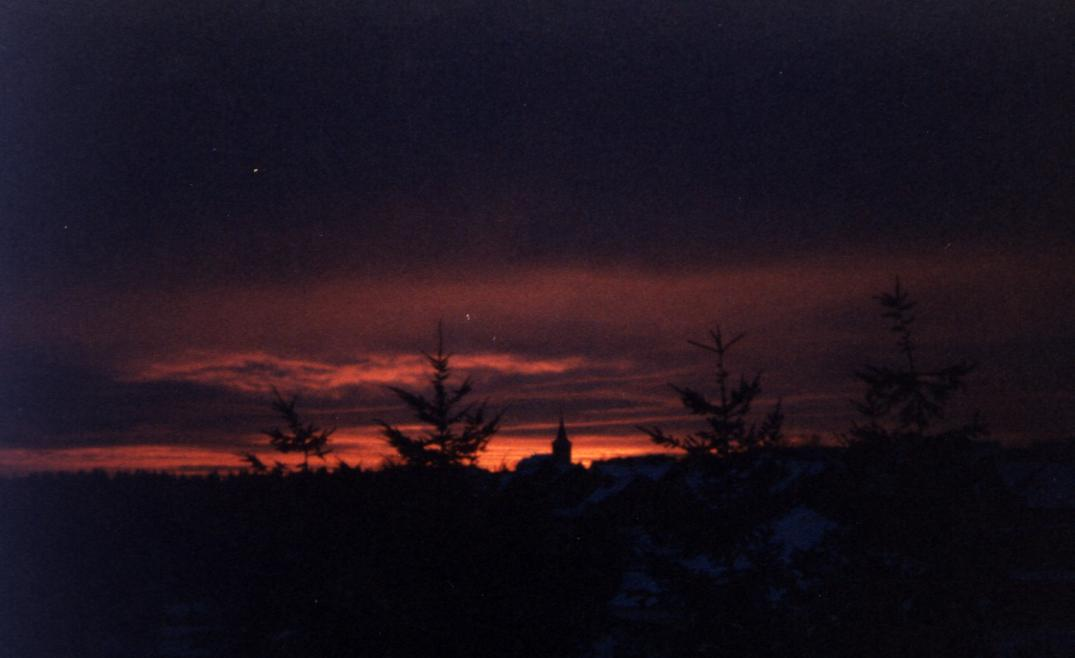
Sonnenaufgang im Winter (in der Bildmitte: die Kirche)

### Gemeinderat
Der Gemeinderat in Dörscheid besteht aus acht Ratsmitgliedern, die bei der Kommunalwahl am 9. Juni 2024 in einer Mehrheitswahl gewählt wurden, und dem ehrenamtlichen Ortsbürgermeister als Vorsitzendem.

### Bürgermeister
Bei der Direktwahl am 26. Mai 2019 wurde Martin Lübke mit einem Stimmenanteil von 60,85 % gewählt. Mit Wirkung zum 31. Juli 2020 legte er sein Amt nieder, womit eine Neuwahl erforderlich wurde. Da sich kein Bewerber für eine Urwahl fand, oblag die Entscheidung gemäß Gemeindeordnung dem Rat. Dieser wählte am 29. September 2020 den früheren Ortsbürgermeister Donald Thomas erneut ins Amt.
Bei der Direktwahl am 9. Juni 2024 wurde Oliver Rink als einziger Bewerber mit einem Stimmenanteil von 68,5 % zum künftigen Ortsbürgermeister gewählt. Seine Amtseinführung auf der konstituierenden Sitzung war am 29. August 2024.

#### Liste der Bürgermeister
- 1826–1848: Schultheiß Vogel
- 1848–1866: Bürgermeister Vogel
- 1866–1883: Peter Wilhelm Thomas
- 1883–1897: Arnold Jakob Huth
- 1897–1906: Anton Volk
- 1906–1912: Peter Napp
- 1912–1924: Heinrich Jakob Thomas
- 1924–1940: Adolf Volk
- 1940–1945: Otto Volk
- 1945–1948: Wilhelm Federhen
- 1948–1950: Karl Napp
- 1950–1962: Ewald Weise
- 1962–1975: Napp
- 1975–1989: Adolf Lenz
- 1989–1999: Karl Loos
- 1999–2004: Klaus Linkenbach
- 2004–2019: Donald Thomas
- 2019–2020: Martin Lübke
- 2020–2024: Donald Thomas
- seit 2024: Oliver Rink

### Wappen
| Wappen von Dörscheid | Blasonierung: „Schild durch silbernen Flachsparren geteilt; oben gespalten; oben rechts von Blau und Silber schräg rechts gerautet, oben links in Blau ein rotbewehrter und -gezungter rotgekrönter goldener Löwe, von goldenen Schindeln begleitet; unten in Grün eine silberne Weintraube mit zwei silbernen Blättern und einem waagerechten Wellenband.“                                                                    |
| Wappen von Dörscheid | Wappenbegründung: In der oberen Wappenhälfte verweisen einerseits die blau-silbernen Rauten auf die über 500-jährige Zugehörigkeit Dörscheids zur Kurpfalz, andererseits der Löwe auf das Herzogtum Nassau, das während seiner 60-jährigen Landeshoheit das ganze „Ländchen“ prägte. Das Motiv der unteren Wappenhälfte charakterisiert Dörscheid als Weinbau treibende Gemeinde. Das Wappen wurde am 28. Juni 1985 genehmigt. |

## Wirtschaft und Infrastruktur

### Wirtschaft
Wie überall haben die traditionell vorherrschenden Erwerbszweige Landwirtschaft und Weinbau an Bedeutung verloren. Neben vier Gewerbebetrieben wirtschaften nur noch zwei Vollerwerbslandwirte in Dörscheid. Auch der Weinbau auf rund 20 Hektar flurbereinigter Anbaufläche wird überwiegend im Nebenerwerb betrieben.
Der seit 1868 in der Grube Kreuzberg im Kreuzwald betriebene Schieferbergbau wurde 1980 eingestellt.
Es gibt derzeit drei gastronomische Betriebe im Dorf.

### Tourismus
Dörscheid liegt am Rheinsteig und wird daher gerne von Wanderern besucht. Von mehreren Aussichtspunkten aus hat man einen herrlichen Blick auf den Hunsrück und auf die Verbandsgemeinde Loreley. Eine Besonderheit ist die 349 Meter hohe „Schwedenschanze“, ein Höhenrücken nahe Dörscheid, der Aussicht bietet auf 34 Ortschaften in Hunsrück, Taunus und Rheintal.

### Öffentliche Einrichtungen
Die Gemeinde verfügt über ein Dorfgemeinschaftshaus.

### Verkehr
Der Ort wird durch die Kreisstraße 99 als Stichstraße an das Straßennetz angeschlossen. Kurz außerhalb des Ortes zweigt von ihr die K 100 ab.